# 니시가하라욘초메 정류장
니시가하라욘초메 정류장(일본어: 西ヶ原四丁目停留場)은 일본 도쿄도 기타구 니시가하라 4초메에 있는 도쿄도 교통국 도덴 아라카와 선의 정류장이다.

## 정류장 구조
상대식 승강장 2면 2선의 지상 정류장이다.

## 정류장 주변
- 니시가하라민나노 공원(2010년 개원, 도쿄 외국어대학 부지. 도쿄 외국어 대학교는 2000년에 도쿄도 후추시로 이전)
- 천리교 고지마치 대교회
- 도시마 구립 니시스가모 체육장
- 젠요지
- 세이간지
- 료칸 절
- 도쿄도립 오지 종합 고등학교
- 무사시노 중・고등학교
- 도쿄 치과 위생 전문학교

## 역사
- 1911년 8월 20일: 영업 개시.

## 인접 정류장
| 도쿄도 교통국 ■ 도덴 아라카와 선 | 도쿄도 교통국 ■ 도덴 아라카와 선 | 도쿄도 교통국 ■ 도덴 아라카와 선 |
| -------------------------------- | -------------------------------- | -------------------------------- |
| 신코신즈카 와세다 방면           |                                  | 다키노가와잇초메 미노와바시 방면 |